# پیر برسوییر
پیر برسوییر (به فرانسوی: Pierre Bersuire) نویسنده قرن سیزدهم میلادی اهل فرانسه است. وی یک راهب و یکی از پیشگامان چهره‌های بشردوست فرانسه بشمار می‌آید. پیر برسوییر در حدود سال ۱۳۵۲ میلادی منشی شاه آینده شارل پنجم فرانسه شد.
برسوییر کتاب‌های لاتین از پیدایش روم را، که فرانچسکو پترارکا گِردآوری کرده بود، به فرانسوی ترجمه کرد.